# Heure nautique
 (octobre 2024).
Si vous disposez d'ouvrages ou d'articles de référence ou si vous connaissez des sites web de qualité traitant du thème abordé ici, merci de compléter l'article en donnant les références utiles à sa vérifiabilité et en les liant à la section « Notes et références ».
L'heure nautique est une norme horaire qui a été établie dans les années 1920 pour faciliter la navigation maritime et les communications entre les navires et les ports. Cette norme vise à simplifier le calcul du temps en mer, particulièrement en relation avec la longitude et la position géographique des navires.
Dans ce système, le globe terrestre est divisé en fuseaux horaires de 15 degrés de longitude, chacun correspondant à une heure de différence par rapport au méridien de Greenwich (GMT/UTC). Les navires adoptent généralement l'heure locale correspondant à leur position sur ces fuseaux horaires pendant leur navigation. L'heure nautique permet ainsi une harmonisation des pratiques entre les différentes zones géographiques, ce qui est particulièrement utile pour la planification et la coordination des routes maritimes, ainsi que pour l'enregistrement des données de navigation.
Cette norme a été essentielle pour les marins et les capitaines de navires pendant une période où la précision du temps et des coordonnées géographiques était cruciale pour éviter les erreurs de navigation. Avec le développement des systèmes de navigation modernes comme le GPS, cette norme a cependant perdu un peu de son importance au fil du temps, mais elle reste un concept fondamental dans l'histoire de la navigation maritime.

## Heure Zoulou
Vers les années 1950, les fuseaux horaires maritimes ont été codifiés avec un suffixe de lettre pour désigner chaque zone horaire, et ces lettres correspondent à l'alphabet phonétique de l'OTAN. Cela a permis de simplifier les communications, en particulier dans un contexte international, où les différences de langues pouvaient entraîner des malentendus dans la transmission des informations.
La lettre « Z » a été assignée au méridien de Greenwich (méridien d'origine ou de longitude 0°). Dans l'alphabet phonétique de l'OTAN, la lettre « Z » se prononce « Zoulou », ce qui a donné naissance à l'expression « heure Zoulou » pour désigner l'heure moyenne de Greenwich (GMT), ou plus précisément l'UT1 (Temps Universel 1) à partir du 1er janvier 1972, lorsque l'UT1 a remplacé le GMT comme base officielle pour la mesure du temps.
Le terme « heure Zoulou » est encore utilisé dans les contextes militaires, aéronautiques et maritimes pour indiquer un temps universel sans confusion avec les fuseaux horaires locaux. Par exemple, un rapport ou une communication entre des unités dans différentes parties du monde utilisant l'« heure Zoulou » permet à toutes les parties de se référer à la même heure, indépendamment de leur emplacement géographique.